# Bykowo (obwód archangielski)
Bykowo (ros. Быково) – wieś (dieriewnia) w Rosji, w obwodzie archangielskim, w rejonie wilegodzkim. W 2021 liczyła 180 mieszkańców.